# Jackie Davies
Jacqueline "Jackie" Davies, née le 23 mai 1977, est une bobeuse britannique.  

## Palmarès

### Championnats du monde de bobsleigh
- : médaillée d'argent en bob à 2 aux championnats monde de 2005.

### Coupe du monde
- 2 podiums : 2 troisièmes places.